# ÖBB 892
Die Reihe 892 der Österreichischen Bundesbahnen bestand aus zwei 1950 von der ungarischen MAV im Zuge eines Loktausches übernommenen Dampflokomotiven der Bauart D n2t. Die Fahrzeuge stammten ursprünglich von der ehemaligen Heeresfeldbahn und trugen dort die Nummern 4901 und 4902. Beide Maschinen wurden von Krauss-Maffei 1944 gebaut. Die ÖBB bezeichneten sie zuerst als 92.2110 und 2111, bevor sie ihre endgültige Reihenbezeichnung erhielten. Ihr Einsatzgebiet war der Verschub.
Beide Lokomotiven wurden 1962 ausgemustert.
Bauartgleiche Maschinen mit den Nummern 11057 und 11058 kamen zu den Vereinigten Aluminiumwerken Ranshofen, der heutigen Austria Metall AG.